# Офіційні візити Президента Володимира Зеленського 2020
Список офіційних закордонних візитів та робочих поїздок в межах України, зроблених 6-м Президентом України Володимиром Зеленським у 2020 році. 

## 2020 рік
Список не включає поїздки, зроблені в межах міста Києва, де безпосередньо розташована резиденція Президента та його офіс, а також в аеропорт «Бориспіль», що знаходиться в Київській області.
Жовтим в списку окремо виділені закордонні візити.

### Січень
| Дата                | Країна чи область України | Місце    | Деталі |
| ------------------- | ------------------------- | -------- | --- |
| 22 січня            | Швейцарія                 | Давос    | Володимир Зеленський виступив на публічній сесії Всесвітнього економічного форуму. Президент відвідав Український дім у Давосі. Президент України Володимир Зеленський окремо зустрівся з: директором-розпорядником Міжнародного валютного фонду Крісталіною Георгієвою, Федеральним президентом Швейцарії Сімонеттою Соммаругою, Прем'єр-міністром Королівства Нідерланди Марком Рютте, Президентом Європейського банку реконструкції та розвитку Сумою Чакрабарті. Володимир Зеленський окремо зустрівся з головою правління компанії Cargill Inc. та президентом компанії SOCAR. |
| 24 січня            | Ізраїль                   | Єрусалим | Президент України провів зустрічі з Президентом, Прем'єр-міністром та Спікером Кнесету Ізраїлю. Володимир Зеленський відвідав Стіну плачу та Меморіальний комплекс «Яд Вашем». |
| 26 січня — 27 січня | Польща                    | Освенцим | Володимир Зеленський зустрівся з Президентом Республіки Польща Анджеєм Дудою. Президент взяв участь у заходах, присвячених 75-й річниці визволення нацистського концтабору Аушвіц-Біркенау. |

### Лютий
| Дата                  | Країна чи область України | Місце   | Деталі |
| --------------------- | ------------------------- | ------- | --- |
| 7 лютого              | Італія                    | Рим     | Президент України провів зустрічі з Президентом та Прем'єр-міністром Італії. |
| 8 лютого              | Ватикан                   | Ватикан | Відбулася аудієнція Президента з Його Святістю Папою Франциском. Президент зустрівся з Державним секретарем Святого Престолу П’єтро Пароліном. Володимир Зеленський разом з дружиною відвідали ватиканські музеї, Сикстинську капелу та собор Святого Петра. |
| 14 лютого — 15 лютого | Німеччина                 | Мюнхен  | Президент взяв участь у 56-й Мюнхенській конференції з питань безпеки. Президент України Володимир Зеленський окремо зустрівся з: директором-розпорядником Міжнародного валютного фонду Крісталіною Георгієвою, делегацією Конгресу США на чолі з сенатором Джеймсом Інхофом, Прем'єр-міністром Баварії Маркусом Зьодером, Генеральним секретарем НАТО Єнсом Столтенбергом. |

### Березень
| Дата                  | Країна чи область України | Місце                            | Деталі |
| --------------------- | ------------------------- | -------------------------------- | --- |
| 5 березня — 6 березня | Полтавська область        | Полтава, Кременчук, Нові Санжари | Президент ознайомився з перебігом будівництва першої бетонної дороги в Україні Н-31 Дніпро — Царичанка — Кобеляки — Решетилівка. Володимир Зеленський відвідав медичний центр Національної гвардії України «Нові Санжари» в Полтавській області, де завершилася обсервація евакуйованих з китайського міста Ухань українців та іноземних громадян. Президент зустрівся з послами країн Групи семи та Головою Представництва ЄС в Україні. Володимир Зеленський ознайомився з перебігом капітального ремонту Полтавської обласної клінічної лікарні. Відвідав ПАТ «Крюківський вагонобудівний завод» та ПрАТ «АвтоКрАЗ». |

### Квітень
| Дата      | Країна чи область України | Місце      | Деталі |
| --------- | ------------------------- | ---------- | --- |
| 11 квітня | Донецька область          | Петрівське | Президент відвідав наметове містечко для хворих на COVID-19 військових у зоні ООС. Володимир Зеленський відвідав меморіал загиблим пасажирам автобуса Златоустівка — Донецьк. Президент відвідав передові позиції Збройних сил України, побував на ділянці розведення сил і засобів сторін № 3 «Петрівське». |
| 11 квітня | Запорізька область        | Бердянськ  | Володимир Зеленський ознайомився з планом розбудови бази «Схід» ВМС України. |
| 16 квітня | Закарпатська область      | Мукачево   | Глава держави ознайомився зі станом будівництва військового містечка для розміщення підрозділів 128-ї окремої гірсько-штурмової бригади. Також перевірив перебіг ротних тактичних навчань із ротно-тактичними групами 80-ї окремої десантно-штурмової бригади.                                               |

### Травень
| Дата     | Країна чи область України | Місце          | Деталі |
| -------- | ------------------------- | -------------- | --- |
| 8 травня | Луганська область         | Мілове, Золоте | Президент відвідав меморіальний комплекс «Україна — визволителям». Володимир Зеленський оглянув автомобільну дорогу Сєвєродонецьк — Станиця Луганська. Зустрівся з родинами внутрішньо переміщених осіб, яким держава виділила житло в Золотому.                                                                                                |
| 9 травня | Закарпатська область      | Ужгород, Чоп   | Глава держави відвідав меморіальний комплекс «Пагорб Слави» з могилами воїнів, які загинули в боях за визволення України від нацистських окупантів у Другій світовій війні. Володимир Зеленський відвідав пункт пропуску на кордоні з Угорщиною, а також ознайомився зі станом реалізації у регіоні Національної програми «Велике будівництво». |

### Червень
| Дата                  | Країна чи область України | Місце                               | Деталі |
| --------------------- | ------------------------- | ----------------------------------- | --- |
| 3 червня — 4 червня   | Хмельницька область       | Хмельницький, Кам'янець-Подільський | Президент зустрівся з бізнесменами Хмельниччини. Відвідав лабораторію мікробіологічних досліджень ДУ «Хмельницький обласний лабораторний центр МОЗ України». Володимир Зеленський особисто вручив нагороду та зустрівся з родиною загиблого заступника командира групи 8-го окремого полку спеціального призначення Сил спеціальних операцій ЗСУ, Героя України старшини Романа Матвійця. Президент позапланово відвідав один з гуртожитків Хмельницького національного університету. Володимир Зеленський ознайомився з перебігом капітального ремонту автомобільної дороги М12 Стрий – Тернопіль – Кропивницький – Знам’янка. Глава держави зустрівся з представниками туристичної галузі на території Кам'янець-Подільської фортеці. |
| 10 червня             | Чернігівська область      | Чернігів                            | Володимир Зеленський відвідав Обласний центр екстреної медичної допомоги та медицини катастроф Чернігівської облради. Президент зустрівся з підприємцями Чернігівщини. Глава держави ознайомився з досягненнями та розробками Чернігівського національного технологічного університету. Володимир Зеленський відвідав швейну фабрику «ТК-Стиль». |
| 25 червня             | Івано-Франківська область | Івано-Франківськ                    | Президент України особисто оглянув наслідки паводку на заході України 2020 року під час термінової робочої поїздки. |
| 26 червня — 27 червня | Херсонська область        | Херсон, Чорнобаївка, Нова Каховка   | Глава держави ознайомився з перебігом реконструкції Міжнародного аеропорту «Херсон» та отримав у подарунок кримськотатарський прапор. Володимир Зеленський взяв участь у церемонії підписання угоди щодо передачі ДП «Херсонський морський торговельний порт» у концесію компанії-консорціуму «Рисоіл-Херсон». Президент ознайомився з капітальним ремонтом Чорнобаївського навчально-виховного комплексу. Володимир Зеленський оглянув перебіг будівництва автомобільних доріг та ознайомився з роботою пункту габаритно-вагового контролю «Консул» на трасі М-14 Одеса – Мелітополь – Новоазовськ. Президент взяв участь у відкритті футбольного поля «Дніпро» спортивного комплексу стадіону «Енергія». Глава держави взяв участь у круглому столі з керівниками сільськогосподарських підприємств і фермерських господарств Херсонської області. Володимир Зеленський відвідав синагогу Хабад. |

### Липень
| Дата              | Країна чи область України | Місце                        | Деталі |
| ----------------- | ------------------------- | ---------------------------- | --- |
| 4 липня — 5 липня | Одеська область           | Одеса, Южне                  | Володимир Зеленський взяв участь у відкритті реконструйованого стадіону школи № 1 міста Южного. Президент ознайомився з роботою терміналів та інвестиційними проектами компанії «Трансінвестсервіс» і державного стивідора ДП «Южний». Володимир Зеленський відвідав ПАТ «Одеський припортовий завод» та зустрівся з підприємцями Одеської області. Президент ознайомився зі станом ліквідації наслідків аварії танкера Delfi. Володимир Зеленський взяв участь в урочистостях та вручив державні нагороди з нагоди Дня Військово-Морських сил Збройних сил України. Президент на борту фрегата «Гетьман Сагайдачний» оглянув проходження військових кораблів і техніки. Володимир Зеленський поспілкувався з представниками ветеранських громадських організацій. |
| 8 липня           | Луганська область         | Смолянинове                  | Володимир Зеленський оглянув території, які постраждали через лісові пожежі в Новоайдарському районі, та ознайомився з перебігом ліквідації наслідків надзвичайної події. |
| 8 липня           | Чернівецька область       | Чернівці, Рідківці, Маршинці | Володимир Зеленський оглянув новозбудований Чернівецький перинатальний центр та зустрівся з жінкою, яка першою народила дитину в цьому медичному закладі. Президент поспілкувався з медиками Чернівецької обласної клінічної лікарні. Володимир Зеленський відвідав Рідківську загальноосвітню школу. Володимир Зеленський відвідав село Маршинці, яке постраждало від масштабної повені, та оглянув зруйнований міст через річку Прут. Президент ознайомився з концепцією розвитку туристичної галузі регіону. Володимир Зеленський обговорив з представниками місцевого бізнесу нагальні проблеми, що існують в їхніх галузях. |
| 9 липня           | Волинська область         | Луцьк, Крупа                 | Глава держави оглянув ремонтні роботи на автомобільній дорозі М-19 Доманове – Ковель – Чернівці – Тереблече. Володимир Зеленський відвідав новозбудований дитячий садок у селі Крупа. Президент ознайомився з концепцією розвитку туристичного потенціалу регіону та оглянув експозицію «Туристичні магніти та маршрути Волині». Президент зустрівся з ветеранами АТО/ООС Волині. Володимир Зеленський провів зустріч з представниками місцевого бізнесу. Президент відвідав Волинський обласний перинатальний центр. |
| 23 липня          | Донецька область          | Маріуполь                    | Президенти України та Швейцарії відвідали КП «Вода Донбасу». Президенти провели зустріч з представниками місій СММ ОБСЄ, Міжнародного комітету Червоного Хреста, системи ООН в Україні та керівництвом Донецької обласної державної адміністрації. |
| 23 липня          | Луганська область         | Станиця Луганська            | Президенти України та Швейцарії ознайомилися з перебігом будівництва автомобільної дороги державного значення Сєвєродонецьк – Станиця Луганська й поспілкувалися з фермерами Луганщини. Президенти оглянули пішохідний міст через річку Сіверський Донець та ознайомилися з роботою контрольного пункту в’їзду/виїзду (КПВВ) «Станиця Луганська». |
| 28 серпня         | Кіровоградська область    | Кропивницький                | 28 серпня 2020 року в Кропивницький з робочим візитом приїхав президент України Володимир Зеленський. Перебуваючи понад рік на своїй посаді Володимир Олександрович вирішив відвідати Кіровоградщину, у його маршруті «турне» по Україні Кіровоградщина стала останньою областю. |